# Недергорст-ден-Берг
Недергорст-ден-Берг (нід. Nederhorst den Berg, нід. вимова: [ˈneːdərɦɔrs dɛm ˈbɛr(ə)x]) — село в нідерландській провінції Північна Голландія. Входить до муніципалітету Вейдемерен.
Його площа становить 14,67 км², а населення станом на 2021 рік складало 5 560 осіб.
Перша згадка про населений пункт датується 1326 роком.
До 1 січня 2002 року мало статус окремого муніципалітету.